# Eman (islam)
Eman er inden for islam en betegnelse for den enkelte muslims tro på Gud (Allah) og syn på det nødvendige i underkastelse for Ham.

## Fodnoter
1. ↑  Hansen, Torben. "De tre traditioner", Islams mangfoldighed (1. udgave), Narayana Press, Gylling, side 115. ISBN 87-7724-075-8.

| Islam | Spire Denne islamartikel er en spire som bør udbygges. Du er velkommen til at hjælpe Wikipedia ved at udvide den. |